# MSX・FAN
『MSX・FAN』（エムエスエックスファン、略称Mファン）は、かつて徳間書店インターメディア（略称TIM 現徳間書店）が発行していたパソコン雑誌。MSXの専門誌。

## 概要
1987年3月創刊、1995年7月休刊。月刊誌で創刊号のみ1987年3月6日に発売、以降は毎月8日発売。月刊での発行は1993年2月までで、1993年3月より隔月刊誌に変更。雑誌だが、付録ディスクがつくようになってからの発行形態はムックで、その後1994年8月号で雑誌に戻っている。
創刊前の仮称は、「M-COMマガジン」。ゲーム情報と投稿プログラムがメインの記事の雑誌である。
「MSX FAN」と書かれることが多いが、正しくはMSXとFANの間には中黒が入る。
廉価版MSX2である、松下電器の「FS-A1」シリーズ、ソニーの「HB-F1」シリーズの発売後に創刊。最初に特集したゲームは日本ファルコムの『ロマンシア』『ザナドゥ』など。
MSX誌としては後発で、色々な試みが行われた。

## 創刊からMSX2+の登場まで
1986年末に3万円前後のMSX2が松下・ソニー・サンヨーの3社から発売されたのを受けて、ユーザー数増加が見込めたことから創刊に至った。内容としてはMSX・FAN創刊直前に休刊したプログラム投稿誌『プログラム・ポシェット』誌からMSXの投稿プログラムを受け継いだ上で市販のゲームソフト情報を追加したような雑誌で、同誌と同様にコンピューター総合誌『テクノポリス』の弟分の存在だった。先発の兄弟誌としては、ゲーム専門誌の『ファミリーコンピュータMagazine』があった。また、弟分としてはゲーム専門誌の『PC Engine FAN』や『メガドライブFAN』などがあった。
誌面は新作ゲームなどの攻略、MSXの新作ハードのみならず最新のハイテクやイベント情報を紹介する「FFB（ファンファンボックス）」、読者投稿プログラムを紹介する「ファンダム」、広告と開発中の新作紹介、新作カレンダー、メーカー担当者へのインタビューから構成されており、別冊がつくこともあった。

### 「FFB」と「ゲーム十字軍」
「FFB」（FAN FAN BOXの略）では、ライター バボの独特な毒舌が冴える「おはなしこんにちわっ」や「暮らしの適当手帖」、野見山つつじのイラストと投稿イラストの批評コーナーなどがあった。
のちに「FFB」からゲームの裏ワザやQ&Aをのせるコーナー「ゲーム十字軍」が独立し、ゲームを愛好する読者から多くの投稿が寄せられた。このコーナーでは毎回アダルトものの画面を載せたり、編集者の方針で突発的にその特集をすることがあった。後には、中野カンフー！のナンセンスな4コママンガの連載も行われた。また、本誌に掲載された情報を集めた同名のムックも発売された。
ちなみに当初は創刊時に募集したイメージギャルに毎回コスプレをさせて十字軍などのトビラを飾っていたが、2回目の募集は行われず、トビラはモデラー製作のフィギュアに変更された。

### 投稿プログラムコーナー「ファンダム」
「ファンダム」には読者や、編集部の作った、MSX-BASICのプログラムリストを掲載していた。
当時廃れつつあったパソコンでプログラムを組んで遊ぶというスタイルでプログラムを打ち込み、目的のゲームを遊ぶという読者がいたことから、人気が高いコーナーでもあった。プログラミングを覚えたあとは、「ファンダム」に投稿するという流れもできていた。投稿プログラムが採用されると掲載者には掲載誌のほか、規定の原稿料（内容に応じ1〜5万円）と掲載プログラムをROMカートリッジとして製作したものが副賞としてプレゼントされた。

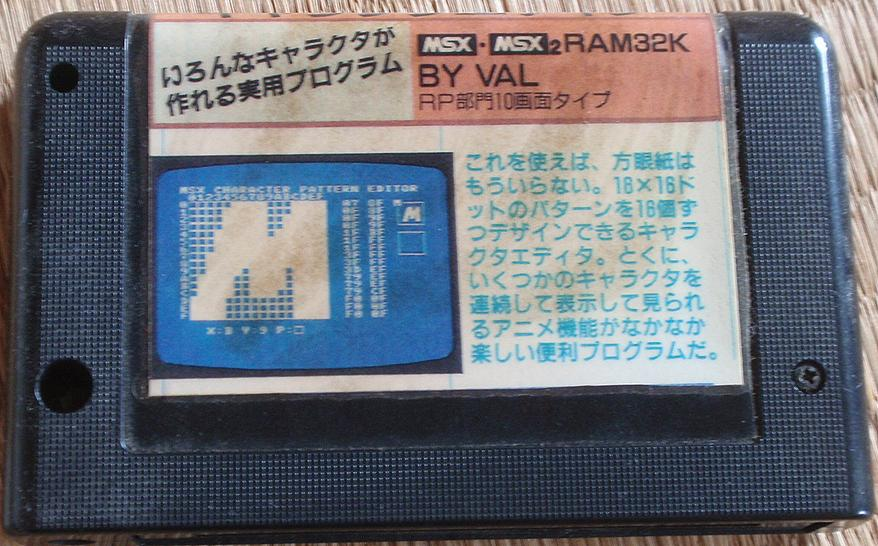
掲載プログラムのロムカートリッジ

screen0:width40の設定でプログラムリストが1画面に収まる長さの「1画面プログラム」などのコーナーを特設し、短いプログラムを奨励。掲載したプログラムのページには、解説やプログラマーからのコメントを設けられていた。
またチェックサムを載せ、プログラムリストの行番号を別色にして見やすくするなどの配慮が行われた。総集編として「MSXプログラムコレクション50本・ファンダムライブラリー」をムックとして刊行した他、傑作選「スーパープロコレ」も発行されている。これらをROMカートリッジ（のちにフロッピーディスク）に集めての販売もした。
創刊からしばらくすると、「ファンダム」でも機械語を用いたプログラムが掲載された。機械語によるプログラムはBASICで書かれたプログラムと比較し動作速度等などが優れていたため、多くの読者を機械語熱に走らせた。当初、「ファンダム」では機械語のみのプログラム（16進表記のダンプリスト等）は掲載しない方針だったので、投稿者はBASICで入力できる形式で投稿する必要があった。この制限から、機械語をエンコードした一見すると無意味に思えるような文字の羅列の形でソースコードに埋め込み、BASIC上から実行させるものなど、技巧をこらした投稿プログラムが、中期以降にはよく見られるようになった。その後、本誌に付録ディスクがつくようになって直接バイナリーファイルを収録できるようになったためBASICで入力する形式という制限は取り払われ、かなりボリュームの大きなゲームも採用されるようになると共に、機械語の解説なども行われるようになった。
投稿プログラムの多くはゲームプログラムだったが、本格的なグラフィックツールなどの実用的なプログラムやマウスで書道ができるプログラムなど、個性的な発想で作られた作品も少なからず採用されていた。また後期になると投稿プログラムに対してクロスレビューを行い、複数の編集者の意見を直接掲載することも行われている。
1989年11月号に掲載の『水道管』並びに、1990年3月号に掲載された『水道管2』は後に、コンパイルと徳間書店が市販した『ゴルビーのパイプライン大作戦』の原案となった。さらに、このゲームの上から落ちてくる水道管を繋げるアイデアが『ぷよぷよ』のシステムの元ネタになったといわれている。また、『ファミマガディスク』の一部作品はこの「ファンダム」掲載プログラムをゲーム化したものとなっている。
「ファンダム」掲載プログラムは通算1,008本、投稿者平均年齢は18.08歳だった。

#### 常連プログラマー
掲載プログラムの多い投稿者は「常連プログラマー」と呼ばれ、特に以下のような人物がいた。カッコ内は掲載プログラム本数。
- Nu〜 (26)
- SILVER SNAIL (20)
- 伊藤直輝 (18)
- 木内ヤスシ (17)
- HIDEYUKI (16)
- GEN (16)
- Beta.K (14)
- Romi (12)
- TEIJIRO (11)
- 米屋のチャチャチャ (11)
- 横沢和明 (10)
- OZO (9)
- HASEMAKO (9)
- YOSHIX (9)
- NAGI-P SOFT (9)

なお、一部の投稿者は自分のウェブサイトを立ち上げており、当時のプログラムをダウンロードすることを可能にしている者も居る。

#### 「ファンダム」の問題点
特に1画面プログラムで顕著だったマルチステートメントの多用や行数・文字数の短縮、スペースの排除、命令の省略、それらに加え機械語の使用は少ない文字数で作品表現の幅を広げた一方、プログラムのソースコードとしては著しく可読性を下げた。コメント行に直接キャラクタコードをバイナリとして置くなどの手法は、前述のとおり作業者には無意味な文字の羅列に見えるものである。
それらのトリッキーなコーディングは、技術や工夫としての面白みや掲載スペースが小さいというメリットはある反面、デバッグや読解を妨げるだけでなく入力そのものの効率も下げるものであり、雑誌掲載のプログラムとしても実用性は低かった。
他の入門誌であるマイコンBASICマガジンや機種別雑誌、パソコン誌の入門記事ではマルチステートメントの多用を避け、プログラムのサブルーチン化等を推奨し、コメントなどでは「読みやすさ」へ言及していたこととは対照的である。
また、それらの入門記事や雑誌がデバッグも学習の一環としチェックサムなどはバイナリなど人間が直接読めないもの以外には適用しない傾向なのに対し、本誌では前述のとおりBASICプログラムに対しても入力ミスチェック用のチェックサムを提供している。

### その他
その他の記事としては、MSX-MUSICが出た後にミュージシャン・横川理彦によるFM音源講座が掲載され、終了後は投稿コーナー「FM音楽館」となった。また、エスプリのきいたオリジナルショート投稿プログラムを紹介する「サウンドフォーラム」（後に「AVフォーラム」）も始まり、ここでは同じ投稿者が採用されるたびに、「称号」が増えていく、という試みがされた。このAVフォーラムには、後に声優となる野島裕史、野島健児、および、作家となる野島智司の兄弟3名がF・I・Sのペンネームで常連として投稿していた。
「FAN STRATEGY」は当時はまだ黎明期だったシミュレーションゲームの攻略を扱うコーナー。読者からの投稿による一風変わった攻略法などが掲載された。主に光栄（現・コーエー）の歴史シミュレーションゲームをとりあげることが多かった。
後期に始まった「ほほ梅麿のCGコンテスト」は、ソフト会社ビッツーのデザイナーが記事を担当し、実際のプロの技法を紹介するとともに、コンテストの名の通り、読者からの作品投稿を受け付けていた。
また佐藤元の描く「テクノポリス」の広告マンガは、毎月、何かのマンガ・アニメのパロディーだった。

## MSXの衰退とムック化、休刊まで
1989年頃から、世間は16ビット機へその主軸を移し始め、MSXもその影響をうけた。MSX黎明期から支えてきたT&E SOFTや、コナミは、1990年に発表となったMSX turboRを待たずして撤退。1991年にMSX規格の最終機「FS-A1GT」が発売された後には、『ディスクステーション』のコンパイルも撤退し、1992年に入っても新作の予定が残っていたのはマイクロキャビン、光栄、ファミリーソフトくらいだった。
このため、同じゲームの特集ばかり組まれたり一般向けタイトルに代わって急増したアダルトものの扱いが増えるなど、毎月の誌面構成にも苦慮が見られた。また、MSXへのソフトの移植をメーカーに要望するコーナー「いーしょーくーはまだかいな!?」（後の「いーしょーくー情報」）が作られた。その甲斐もあって1991年に『ソーサリアン』、1992年に『プリンセスメーカー』と『BURAI 下巻完結編』の移植が行われた。
その後、メーカーによるゲームの新作が望めなくなってからは、「同人地下工房」などのコーナーで同人サークル制作のソフトを積極的に紹介するなどして、MSXで遊べるゲームの情報を発信し続けた。

### スーパー付録ディスク
1991年10月号（9月発売）からは、スーパー付録ディスク（付録の2DDフロッピーディスク）が毎月付属するようになった。
3.5インチディスクをつける場合の当時の雑誌規定から、この号以降ムックとなり、「 - 月号」から「 - 月情報号」という名称になった。ディスク付録化以前は定価が変動していたが、このときに980円に固定化された。同時に発行部数を5000部減らしたが、返本率が40%近くから17%まで低下し、実質1万部以上多く売れたという。値上げの効果もあり大幅な売り上げ増となった。
「ファンダム」のゲーム、「FM音楽館」のほとんどの曲、「AVフォーラム」のプログラム、「CGコンテスト」の優秀作などが、プログラムリストの打ち込みなしで楽しめるようになった。また、この時からパソコン通信の紹介コーナー「パソ通天国」の連載が始まり、フリーソフトが毎号ディスクに収録されるようになった。
単にサンプルファイルを収録するだけにとどまらず、起動するとメニューが立ち上がって各コーナーへ順を追って移動できるようになっているほか、付録ディスクオリジナルの収録コーナーも拡充され、単体でもディスクマガジンと呼べる完成度の高いものに仕上がっている。1992年1月情報号では“毎号ディスクが付録！”と表紙で謳っていたものが、1992年12月情報号では“毎号ディスク・マガジンが付録!!”と変わっている。晩年は、ディスクへの収録量を増やすため、アーカイブ化して収録され鑑賞には解凍作業を必要とするコンテンツが増え、その際にも解凍作業まで自動で行えるように考慮された。
メニューには、中盤から隠しメッセージのような遊び心も取り入れられている。BGMは当初は簡易なものが使用されていたが、中盤からFM音楽館の投稿作品が採用され、のちに一般公募されるようになった。
付録ディスク専用の拡張BASICが開発され、メニューやメッセージの表示はこの拡張BASICによってなされている。この仕様については、末期に誌面上で公開された。
スーパー付録ディスクオリジナルのコンテンツとして、デモなどのソフトハウス提供プログラムを収めた「すぺしゃる」、『倉庫番』『ハイドライド』『ザナック』など過去に発売された名作ゲームを収録した「Oldies」などがあった。
起動時にはグローディアの『エメラルドドラゴン』などのイラストレータ木村明広による扉CGが表示された。これには3号目からバックストーリーが付けられ、主人公の女性やペットへの名前募集や、基本システム以外全て編集部内で製作したアドベンチャーゲーム「ルーシャオの冒険」へと派生した。
付録ディスクは読者の一定の支持を得て、商業的なMSXの衰退をよそに安定した刊行を続けた。一方、「ファンダム」へのプログラムリストの掲載が縮小されたほか、雑誌全体のページ数も徐々に削減されていった。

### 隔月刊化
1993年4-5月情報号より、予告なく隔月刊化された。MSXへの市販ソフトの新作リリースがほとんど無くなり、広告のページ数も激減していた事が背景にある。この頃から、作品の製作発表の場という従来からの編集方針に加えて、パソコン通信や国内・海外の同人活動の紹介への傾斜をさらに強めていった。
投稿コーナーの充実という従来からの施策に加えて、ディスク付録化に伴って大規模な自作ゲームの投稿を解禁したこともあり、作品の投稿がより活発となっていた。ディスク1枚では容量不足に悩まされるようになり、これを名目に1993年10-11月号から付録ディスクを2枚に増やした。同時に、定価も1,280円に値上げとなった。
1994年4-5月情報号では、読者に対して事前予告なしに1,280円から1,980円に値上げして波紋を呼んだ。これは出版取次会社が雑誌の付録の取り扱い規定を変更した事で付録ディスクを雑誌に閉じこまなければならなくなったことと、発行部数が減少してコストが上昇したためである。

### 休刊へのカウントダウン
こうして、他機種への移行を潔しとしない、コアなMSXユーザーを主対象とする形で、完全に新作ソフトが発売されなくなり、ライバル誌MSXマガジンが1992年に休刊した後も、発行は続けられた。読者を確保するため、定期購読も開始した。だが、MSXユーザーの減少には歯止めがかからず、定期購読者の人数も確保できなくなり、休刊が決定する。
このころ、最後のMSXマシンであるFS-A1GTも生産中止。裏表紙は松下製MSXの広告が定番だったが、1994年6-7月情報号からは松下製ワープロの広告に切り替わった。この広告変更について、編集長の北根は翌1994年8月号の編集後記にて、生産中止になったことの示唆と「それでもMSXの部隊だったワープロ事業部がMSXではないけれど、こうして広告を引き続いて入れてくれているのは……。松下電器さんは多くは語らない。我々は、だからその気持ちや心意気をよくよくかみしめたいと思う。」と異例のコメントを寄せている。
1994年10月号にて、出版界では異例ともいえる、休刊の事前予告を行った。この異例の休刊予告は、後述のパソコン通信化のアイデアともども、発行人の山森尚の発案であることが誌面で語られている。このとき一年（6号）という区切りが予告された。これは、3号前の1994年4月号から募っていた定期購読の申し込み単位と同じであり、即時休刊した場合に返金処理が発生することとの兼ね合いもあったことが窺い知れる。この終末までのカウントダウンは、結果として読者である残存MSXユーザーに対して「休刊後」に向けての覚悟や気持ちの整理を促すこととなり、欄外に設けられた読者からのひとことコーナー「Mファンにいいたい放題！」では編集部への謝意が多数寄せられた。
雑誌媒体にこだわらず存続を模索するアイデアの一つとして、有料会員制のパソコン通信化する是非を問うアンケートを1995年2月号で行った。しかし、その結果は、半数が「参加したいがモデムがない」と回答するなど、パソコンユーザーとしては低年齢かつエントリーユーザーの多いMSXユーザーの傾向が浮き彫りとなり、事業化は不可能と判断された。なお、同じアンケートによる読者の年齢分布によると、そのピークは18歳となっている。
そして事前予告どおり、1995年8月号（7月発売）をもって休刊となった。最終号の公称部数は8000部である。最終号の各投稿作品コーナーでは通常の倍以上の作品が掲載された。最終号での掲載に間に合わせるべく投稿が殺到し、投稿数も通常の3倍以上となった。また前号と合わせて同人サークルの自己PRスペースが設けられ、商業誌に頼らずユーザー自身の手でアマチュア活動を続けていくよう促された。
一方で、何らかの形で作品発表の場を残していくための模索も休刊カウントダウンに並行して進められており、1995年4月号では手持ちのプログラム開発環境やゲーム機も含めた所持マシンについて問うアンケートが実施された。その結果は、姉妹誌のPC Engine FAN誌に場を移し、MSXやPC-9801でPCエンジンのクロス開発が可能な簡易開発キット「でべろBOX」の発表という形で結実した。

### 発行元の解散
休刊後、発行元であった徳間書店インターメディアは1997年6月に徳間書店に吸収合併され、社内カンパニーとして「徳間書店/インターメディア・カンパニー」名義で事業を継続したが、その後、業績低迷により2000年に解散となる。所有していた諸権利は徳間書店に引き継がれた。

## 歴史
- 1987年3月 - 創刊、発行周期は月刊、製本は中綴じ。編集長は山森尚。
- 1987年7月 - FAN・GAL 北田順子登場。
- 1987年12月 - 2代目編集長 北根紀子就任。
- 1991年9月 - 付録にフロッピーディスクがつく（挟み込み）。980円に値上げ。
- 1992年12月 - 表紙を刷新し、CGコンテスト常連だったホルスタイン渡辺を起用。
- 1993年3月 - 隔月刊に変更。
- 1993年9月 - 付録ディスクが2枚組になる。付録ディスクで「ルーシャオの冒険」連載開始。1,280円に値上げ。
- 1994年3月 - 雑誌規定変更のため付録を綴じ込みに変更、製本を無線綴じに。1,980円に値上げ。定期購読の呼びかけを開始。
- 1994年9月 - 1995年8月情報号をもって休刊することを発表。
- 1995年7月 - 休刊。

## 主なコーナー

### 特集記事
- FAN SCOOP
ゲームの特集記事。

- FAN ATTACK
ゲーム攻略記事。

### 新作情報
- FAN NEWS
新作ゲーム情報。
  - DSfan （ディスクステーション・ファン） 〜1992年1月情報号
ディスクステーションの情報。

- ON SALE
先月に発売されたソフトの一覧。
  - 売り上げベスト10
  - ソフトなんでもベスト10

- COMING SOON 
開発中のゲーム情報。
  - お話だけでもいいですか？
ページ下部のミニ情報。
  - ソフトハウスのウチにもいわせてください 1990年1月号〜
ソフトハウスからの一言伝言板。

- MSX新作発売予定表
MSXに関するソフト・ハード・本の発売予定。

### 読者投稿コーナー
- ゲーム十字軍 Game Crusaders
裏技情報やイラスト等のゲームに関する投稿コーナー。
  - ゲームのぞき穴
市販ゲームの裏技情報。
  - 通り抜けできます
ゲームの詰まりどころに関するQ&Aコーナー。マップや攻略フローチャートもここで扱う。
  - 抜け子＆穴子 
中野カンフー！作の四コマ漫画。表題及び登場人物名は上記「ゲームのぞき穴」「通り抜けできます」より。
  - 歌を詠む会
川柳の投稿コーナー。短期間で欄外に追いやられ、ひっそりと消えていった。
  - BIT2 CG講座 担当:ビッツー 1990年5月号〜1990年8月号
誌面リニューアルにより1990年3月号からゲーム十字軍の扉CGの掲載が始まり、扉CGをもとにしたCG描き方講座のコーナーが設けられた。最終回で読者投稿の募集を始め、これが「CGコンテスト」へと発展してゆく。

- 情報おもちゃ箱 FFB（ファンファンボックス）
ゲームミュージックやイベント、IT関連などの情報コーナー。
  - おはなしこんにちわっ 担当:バボ　1988年1月号〜最終号
お便り＆イラスト投稿コーナー。バボは1993年12-1月情報号で担当降板。以後、不特定の編集部員が担当。
    - 暮らしの適当手帖 1988年4月号〜1990年11月号
バボ執筆によるコラム。
    - BABO'Sわたしにきくか!? 1990年12月号〜1991年12月号
読者投稿によるQ&Aコーナー。

- FAN STRATEGY （ファンストラテジー）
シミュレーションゲームの攻略情報投稿コーナー。

- みんなと娘の憩いの広場 担当:ささや 1992年8月情報号〜1992年9月情報号
- Princess Maker Club プリメ倶楽部 担当:ささや 1992年10月情報号〜1993年6-7月情報号
プリンセスメーカー限定の読者投稿コーナー。攻略記事中でイラスト募集が行われ、一コーナーとして独立した。

- あしたは晴れだ! 担当:ちえ熱 〜最終号

- SOFT SHOP TAKERU 〜最終号

- GTフォーラム 〜最終号
主にハードウェアやサポートに関するQ&Aコーナー。

### 投稿作品コーナー
- プログラムファンの王国 ファンダム 〜最終号
BASICプログラムを10本前後掲載。自作ゲームの投稿が中心だがツール類も取り扱う。プログラムの長さにより部門が分かれる。

- - 創刊号〜1987年12月号
1画面プログラム
ハーフプログラム
ショートプログラム
本格プログラム
  - 1988年1月号〜1992年3月情報号
リーダーズプログラム部門（RP部門） 1画面タイプ／N画面タイプ／10画面タイプ
フリープログラム部門（FP部門）
  - 1992年4月情報号〜最終号
1画面部門
一般部門
D部門

- ツール！ 〜最終号
ファンダムからツールの投稿部門が独立。

- MSXなんでも辞典 ファンダムハウス 〜1990年1月号
BASIC関連の用語解説。

- はじめてのファンダム 〜1990年2月号
CTRLキーのショートカットやBASICの各命令など、初歩的なノウハウをワンポイントで紹介。

- ファンダム通信SPECIAL 〜1990年1月号
ファンダムの選考会報告。あと一歩で不採用となった作品を紹介する。
- ファンダムパーラー 1989年9月号〜
もともとは読者投稿コーナーとしてファンダム通信SPECIAL内に設けられたが、ファンダム通信SPECIALを廃止して「今月の残念賞」を収納、さらに質問箱やバグ情報、1行プログラムなどファンダム内のさまざまなミニコーナーを格納する形態に改編。

- MSXサウンドフォーラム 担当:よっちゃん（横川理彦） 1989年1月号〜1989年10月号
- AVフォーラム 担当:よっちゃん（横川理彦） 1989年11月号〜最終号
もともとは効果音のミニプログラムを募集するコーナーだったが、画面表示に凝る作品が増えたためビジュアルオンリーの作品も解禁する。塾長の出すお題に沿った「規定部門」と「自由部門」に分かれる。

- FM音楽館 担当:よっちゃん（横川理彦） 1989年4月号〜最終号
MSX-MUSICを使用した演奏プログラムの投稿コーナー。

- ほほ梅麿のBIT2 CGコーナー 担当:ビッツー 1990年9月号〜1990年10月号
- ほほ梅麿の勝ち抜きCGコンテスト 担当:ビッツー 1990年11月号〜1991年6月号
当初は同時期に行われた「MSX大賞」への投稿作品を流用。1991年1月号でゲーム十字軍より独立する。
- ほほ梅麿のCGコンテスト 担当:ビッツー 1991年7月号〜最終号
賞金が増額され、作品評価のシステムが確立。人気投稿コーナーに成長していった。

- 紙芝居＆動画教室 担当:マイクロキャビン 中津泰彦 1993年1月情報号〜最終号
CGコンテストから紙芝居・動画部門が独立。投稿作品の紹介のほか、テクニックの解説講座を付加。

- 投稿ありがとう 〜最終号
没作品を含む投稿者リスト。投稿者全員に送られていた冊子「ファンダム通信」の廃止に伴い、本誌に移動した。

### プログラム講座
- BASICピクニック 〜最終号
BASICの機能やテクニックを、毎回一つのテーマに沿ってガイド。

- Super Beginners'（超初心者）講座  担当:MORO 1990年12月号〜
予備知識ゼロから始めるBASICの入門講座。

- EDファンダム 1989年8月号〜1990年9月号
ワークエリアなどを駆使して、オールBASICではできない一風変わった動作を行うマシン語サンプルプログラムを掲載。

- ちえ熱あっちゃん 担当:ちえ熱 1990年6月号〜1991年1月号
プログラム初心者が一からプログラムを完成させるまでの過程を連載。

- MSXの音楽とサウンド 担当:よっちゃん（横川理彦）
PSGでの演奏や効果音に関する入門講座。投稿コーナー「サウンドフォーラム」「AVフォーラム」へと発展。

- PLAY#ミュージック 担当:よっちゃん（横川理彦） 1989年1月号〜1989年4月号
MSX-MUSICを用いた音楽演奏の入門講座。加筆されて「FM音楽館」の名で単行本化された。投稿コーナー「FM音楽館」へと発展。

- アルゴリズム甲子園 担当:Orc、鈴木ファジー伸一 1991年10月情報号〜1992年4月情報号
ファンダム採用の対戦専用ゲーム「THE BADMINTON」を1人プレイに改造するためのコンピュータ対戦アルゴリズムを、コンテスト形式で募集。
- アル甲 担当:ANTARES 1992年6月情報号〜1994年2-3月情報号
アルゴリズム甲子園がシリーズ化。

- 0からわかる マシン語の気持ち 1991年3月号〜

- おもちゃのマシン語 担当:飯田崇之 1994年2-3月情報号〜最終号

- C 【si:】 担当:飯田崇之 1994年2-3月情報号〜最終号

- DOSの友 1994年4-5月情報号〜1995年2月号
MSX-DOSの入門講座。

### コラム
- 記憶のラビリンス 1989年5月号〜1992年4月情報号
MSXゲームに関する考察をしたりしなかったりするコーナー。

- THE LINKS INFORMATION PAGE 
MSX専用パソコン通信局「リンクス」の情報コーナー。リンクス内のMSX・FANコーナー「MSX・FAN・NET」のレポートもここで行う。のちに「パソ通天国」の下部コーナー化される。

- 短期集中連載 MIDI 担当:古山俊一 1990年3月号〜1990年8月号
MIDI規格の概要についての入門講座。

- GTフォーラム MIDI三度笠 担当:早坂泰成

- MSXでパソコン通信したい人のページ パソコン通信はじめの一歩 担当:てじなし 1990年12月号〜1991年8月号
パソコン通信の入門講座。
- パソ通天国 1991年9月号〜最終号
ディスク付録化に伴いリニューアル。パソ通の話題を紹介するほか、フリーソフトを紹介・収録する。

- 同人地下工房

- internationalization

- M・FANスーパーデータ学 担当:飯島健男 1989年5月号〜1990年4月号
読者アンケートの集計レポート。

- ゲーム制作講座 担当:飯島健男 1990年5月号〜1993年1月情報号
ゲームデザインの入門講座。読者からシナリオも募集。

- いーしょーくーはまだかいな!? 担当:ぱおぱお 1990年8月号〜1991年9月号
読者からのMSXへの移植希望ゲームのランキング集計発表、および移植の実現可能性を追求するコラム記事。読者からの熱意に後押しされる形で、担当ぱおぱおの尽力により「ソーサリアン」を含め合計3作の移植が実現した。
- 今月のいーしょーくー情報担当:ぱおぱお 1991年10月情報号〜1993年2月情報号
ディスク付録化に伴う雑誌全体の減ページにより、1ページに縮小してリニューアル。

- ゲームの職人 1993年6-7月情報号〜

- FAN CLIP
特定のソフトハウスをピックアップした取材記事。巻末に掲載。

- EDITORIAL WEATHER
- EDITORIAL AIR 〜1991年9月号
- EDITORIAL A:（エーコロン） 1991年10月情報号〜1995年6月号
編集後記。

### スーパー付録ディスク
- スペシャル
ソフトハウスから提供されたデモなどを収録。

- Oldies
かつての市販ゲームを収録。

- ルーシャオの冒険
付録ディスクのシステムを流用したミニADV。

- Mファン・グラフィティ
これまで掲載されてきた投稿作品の傑作選。休刊が決定してから設立されたコーナー。

- B:（ビーコロン）
各編集部員による編集後記。

## 名物編集部員
編集部員の名前が、内輪ネタなどの文章で、しばしば表に出てくることがあった。
この傾向は前期でも多少見られたが、後期では特に盛んになった。ディスク付録化後は各編集部員のコメントを集めた編集後記「B:」が付録ディスクに収録されるようになり、ファンダムのクロスレビュー開始もあいまって、「編集部員の顔の見える」雑誌の色が醸成されていった。
50音順。
- あじすあべば福田
- ANTARES
- Orc
- おさだ
- かき
- かずちょ
- がまこ
- コルサコフ山汁
- ささや
- シゲル
- ちえ熱
- ときちゃる
- NOP
- NORIKO（編集長）
- MORO
- YADAYO奥成
- 郎太

## 別冊で発売されたムックなど
MSXプログラムコレクション50本 (1) - (8)
プログラム投稿コーナー「ファンダム」を抜粋・再構成してムック化したもの。派生コーナーである「EDファンダム」や「サウンドフォーラム」「AVフォーラム」も一部収録。
ファンダムライブラリー (1) - (8)
上記を市販ソフト化し、プログラムを入力することなく遊べるようにしたもの。(1) - (3)はROMカートリッジ、(4)以降は3.5インチ2DDディスク。(8)はタケルでの発売。

スーパープロコレ 1 - 5
MSXプログラムコレクションシリーズの後継で、フロッピーディスクを付録に付けての刊行。スーパープロコレ1は本誌のディスク付録化の直前の発行であり、試金石的な意味合いをもっていた。1、3はプログラムコレクション(1) - (8)の傑作選、2、4、5は本誌の抜粋・再構成。
ゲーム十字軍 Vol.1 - 3
市販ゲームの裏技情報コーナー「ゲーム十字軍」をまとめて単行本化。
FM音楽館

ほほ梅麿のCG描き方入門